# データ通信サービス
データ通信サービス（でーたつうしんさーびす）とは、ネットワーク・インフォメーション・サービス（NIS）の日本における呼称。

## 歴史
日本におけるデータ通信サービスとして最初のものは、1964年に開始された日本国有鉄道（国鉄）のみどりの窓口だと言われている。通信回線、データを処理するコンピュータ、端末の全てを国鉄が設置し、国鉄のみが使用する企業内通信システムであった。みどりの窓口は、システム的には大きな問題はなかったが、構築の費用がかさむことから、通信回線の共同利用が望まれるようになっていった。
こういった要望を受け、1971年（昭和46年）の公衆電気通信法改正によってデータ通信が制度化された。改正の骨子は以下のようになる。
- 加入電信網、公衆交換電話網をデータ通信に開放し、コンピュータやデータ端末への接続を許可する。
- コンピュータに接続する専用回線の共同使用、他人使用、相互接続などを一定の範囲で許可する。
- 電電公社、国際電電が提供していたデータ通信サービスの法制化。

1976年には、公衆電気通信法は再度改正され、複数のコンピュータの使用、同一コンピュータが一定数間の端末との通信が許可されるようになった。
1982年には、抜本的な法改正が行われ、データ通信のための回線利用が原則として自由化されると共に、付加価値通信網（VANサービス）への民間参入が認可されるようになった。
1985年には、電気通信事業法によってVANサービスを含めて全ての電機通信事業への民間参入が認可されるようになった。
1980年代後半から1990年代前半にはパソコン通信が普及し、データ通信分野における新しいサービスとして成長していった:9。1991年に115万人だったパソコン通信人口は、1996年には573万人に増加している:9。パソコン通信の普及は新たな通信の需要をもたらし、深夜時間帯の定額料金サービスなどが開始されるようになった:9。1990年代後半よりインターネットの普及も始まる:9。ファクシミリの契約数が急増したのも、この時期に重なる:10。
1980年代後半から1990年代初めには、同時に携帯電話端末の小型化が起こり、通話エリアの拡張が進んだ:9。1990年代半ば頃までには無線呼び出しサービスが隆盛となるが、携帯電話やPHSの利用料金が低廉化したことによって無線呼び出しサービスは急速に代替されるようになる:10。
1984年に日本ではJUNETが設置され、研究機関、教育機関向けではあるがインターネットの利用が始まった:12。1990年代に入ると、インターネットの商用利用も開始されるようになった:12。ウェブブラウザの普及は文字ベースの情報から、画像などの情報をインターネットで閲覧できるようになり、通信技術の大容量化を推進してゆくことにつながった:12。ウェブページによる情報発信は、早くから企業も利用価値を認識し、実際に利用も広まった:13。これに伴い、データ通信サービスは単にデータを伝達するだけではなく、利用者の求める形に情報を蓄積したり加工したりするようなサービスが提供されるようになっていった:13。1990年代の早い内に立ち上がったIIJに続き、1996年にはOCNもサービスを開始、武蔵野三鷹ケーブルテレビ（現・ジェイコム武蔵野三鷹）はケーブルテレビ回線を利用したインターネット接続サービスを開始している:13。インターネットの世帯普及率は1998年で10%、2000年末で34%、2001年末で60.5%、2002年末で81.4%と急増する:13。インターネットへの接続はISDNから、DSLやケーブルテレビ回線、光信号端末回線伝送機能（加入光ファイバ）というようにブロードバンドインターネット接続となり、より高速、大容量となるとともに、ブロードバンド料金の大幅な低廉化が進んで行った:13。
2001年には日本政府としてもe-Japan戦略によって「高速インターネットアクセス網に3000万世帯、超高速インターネットアクセス網に1,000万世帯が常時接続可能な環境を整備する」との目標を打ち出し、2004年にはこの目標を達成することになる:13。
インターネット上には、電子商取引といった新しいビジネスが登場すると共に、データ通信需要の急激な拡大に応えるようインターネットサービスプロバイダが増加してゆく:14。情報の蓄積等を担うデータセンター業が登場するのも、この頃である:14。インターネット上では電子認証、電子決済や、情報セキュリティの確保といった多種多様な関連サービスも新規ビジネスとして提供されるようになった:14。